# 119

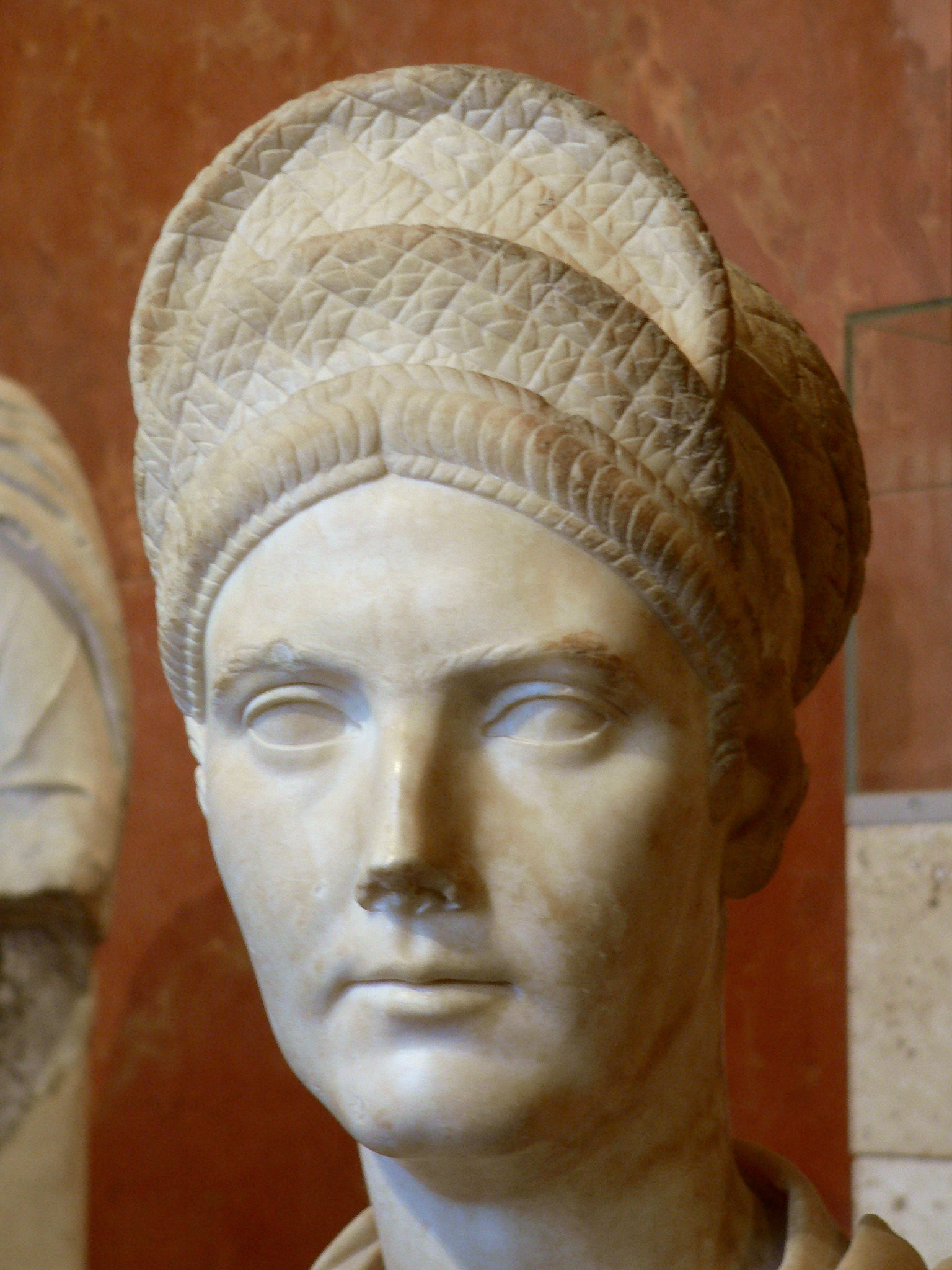
Salonina Matidia

Het jaar 119 is het 19e jaar in de 2e eeuw volgens de christelijke jaartelling.

## Gebeurtenissen

### Italië
- Keizerin Matidia, de schoonmoeder van Hadrianus overlijdt. Hij eert haar met de titel Diva (goddelijk) en laat een tempel bouwen op het Marsveld.

## Overleden
- Salonina Matidia, nichtje van keizer Trajanus